# Novye priključenija neulovimych
Novye priključenija neulovimych (Новые приключения неуловимых) è un film del 1968 diretto da Ėdmond Gareginovič Keosajan.